# UCI Continental Circuits

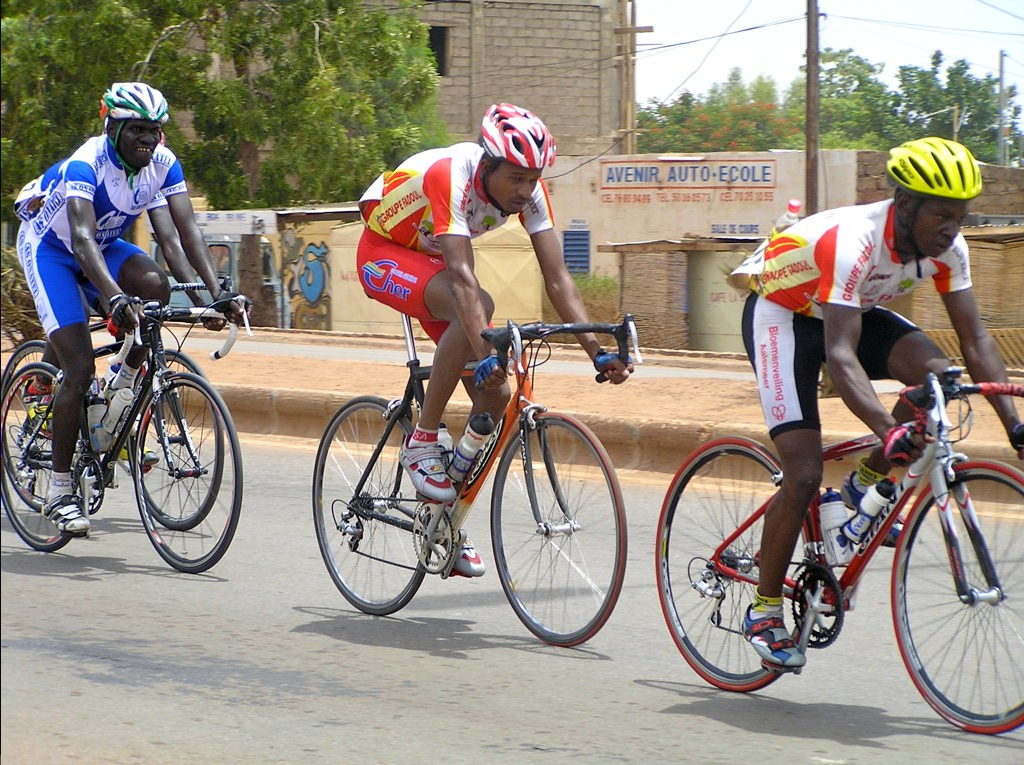
Enkele renners tijdens de Ronde van Burkina Faso in 2009, onderdeel van de UCI Africa Tour in categorie 2.2.

De UCI Continental Circuits zijn een grote reeks wielerwedstrijden voor mannen, die vanaf 1 januari 2005 door de Internationale Wielerunie (UCI) zijn ingevoerd. Deze wedstrijden omvatten het laagste niveau van professionele wielerwedstrijden, en bevinden zich dus qua niveau onder de UCI World Tour en de UCI ProSeries. De Continental Circuits zijn verdeeld over vijf continenten:
- de UCI Europe Tour in Europa
- de UCI America Tour in Noord- en Zuid-Amerika
- de UCI Asia Tour in Azië
- de UCI Africa Tour in Afrika
- de UCI Oceania Tour in Oceanië

De vijf Continental Circuits staan los van elkaar en hebben allemaal hun eigen ploegen, wedstrijden en klassementen.
Een equivalent van de UCI Continental Circuits in het vrouwenwielrennen bestaat niet, al worden er wel wedstrijden van de .1- en .2-categorie verreden. Deze worden niet opgedeeld onder de vijf continenten, maar samengebracht in één grote, internationale kalender.

## Deelname
Aan wedstrijden van de Continental Circuits kan worden deelgenomen door ploegen van elk niveau, met de focus op continentale ploegen. Verder mogen (een beperkt aantal) ploegen uit de World Tour en ProSeries deelnemen, evenals clubteams of nationale selecties.

## Puntenverdeling

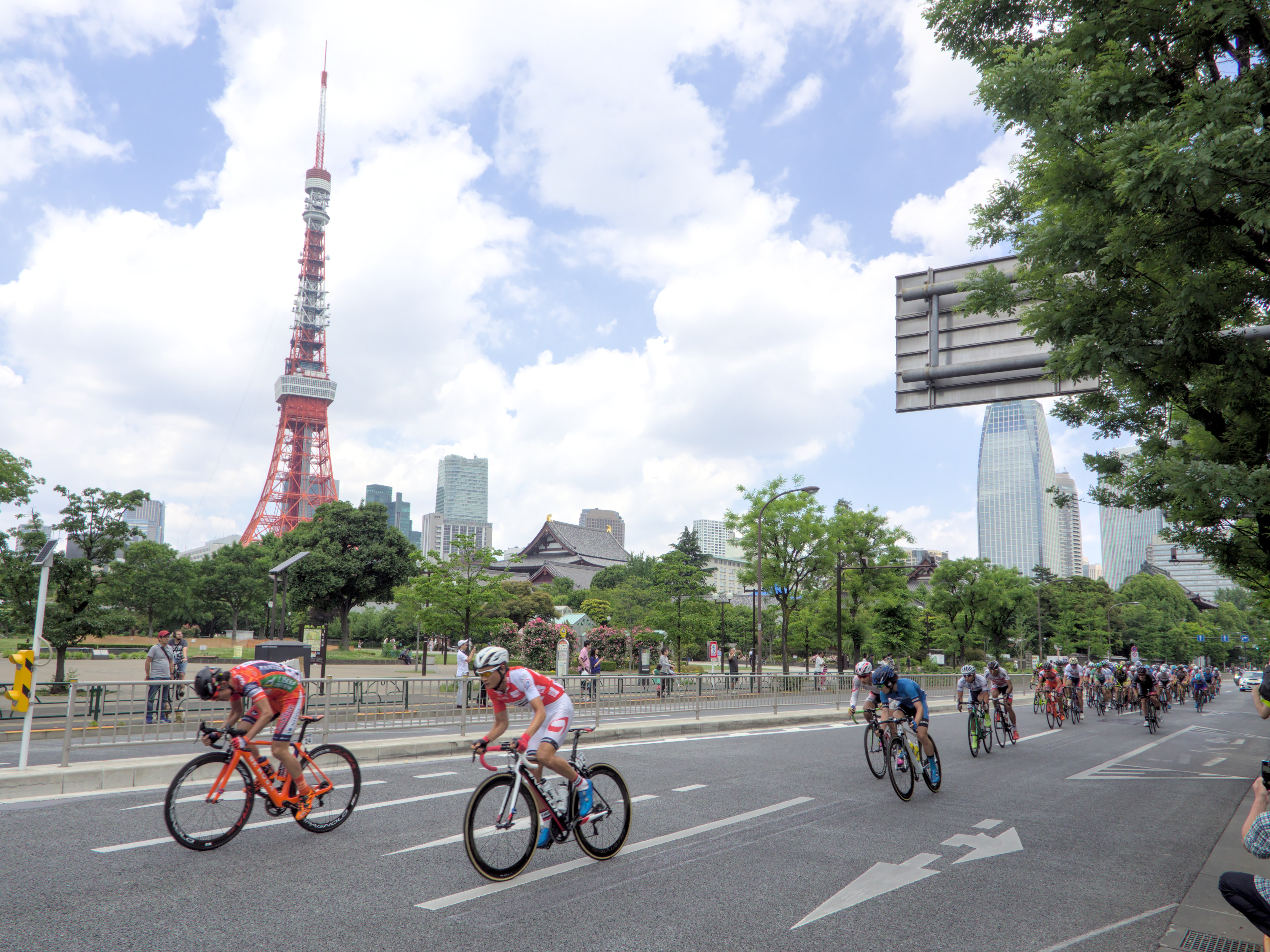
De Ronde van Japan in 2017, toen ze tot de 2.1-categorie van de UCI Asia Tour behoorde.

De puntenverdeling vindt plaats op basis van een door de UCI vastgesteld classificatiesysteem. Er wordt hierbij onderscheid gemaakt tussen meerdaagse en eendagswedstrijden (een 1 staat voor eendagswedstrijd, een 2 voor een meerdaagse) en de status en zwaarte van de betreffende wedstrijd (1 is zwaarder dan 2). Deze wedstrijd bevinden zich qua niveau onder de .UWT- en .Pro-wedstrijden, en vormen het laagste niveau van het professionele wielrennen. Sinds begin 2019 tellen enkel de resultaten van renners van een nationale federatie op het betreffende continent mee, daarvoor kon bijvoorbeeld ook een Europeaan de UCI Africa Tour winnen. De puntenverdeling wordt sindsdien gebaseerd op de UCI World Ranking. De resultaten van de tien beste renners van een UCI ProTeam of een continentale ploeg worden gebruikt om het teamklassement te berekenen. De beste acht renners van een federatie tellen mee voor de nationale rangschikking.
Indeling
- .1-categorie
  - 2.1-categorie, de "belangrijkste" meerdaagse wedstrijden
  - 1.1-categorie, de "belangrijkste" eendaagse wedstrijden
- .2-categorie
  - 2.2-categorie, de "minder belangrijke" meerdaagse wedstrijden
  - 1.2-categorie, de "minder belangrijke" eendaagse wedstrijden

## Wedstrijden
Elk Continental Circuit heeft, zoals eerder vermeld, haar eigen wedstrijden op het eigen continent. Zo horen bijvoorbeeld alle continentale wedstrijden op Europese bodem bij de UCI Europe Tour.

## Deelnemende ploegen

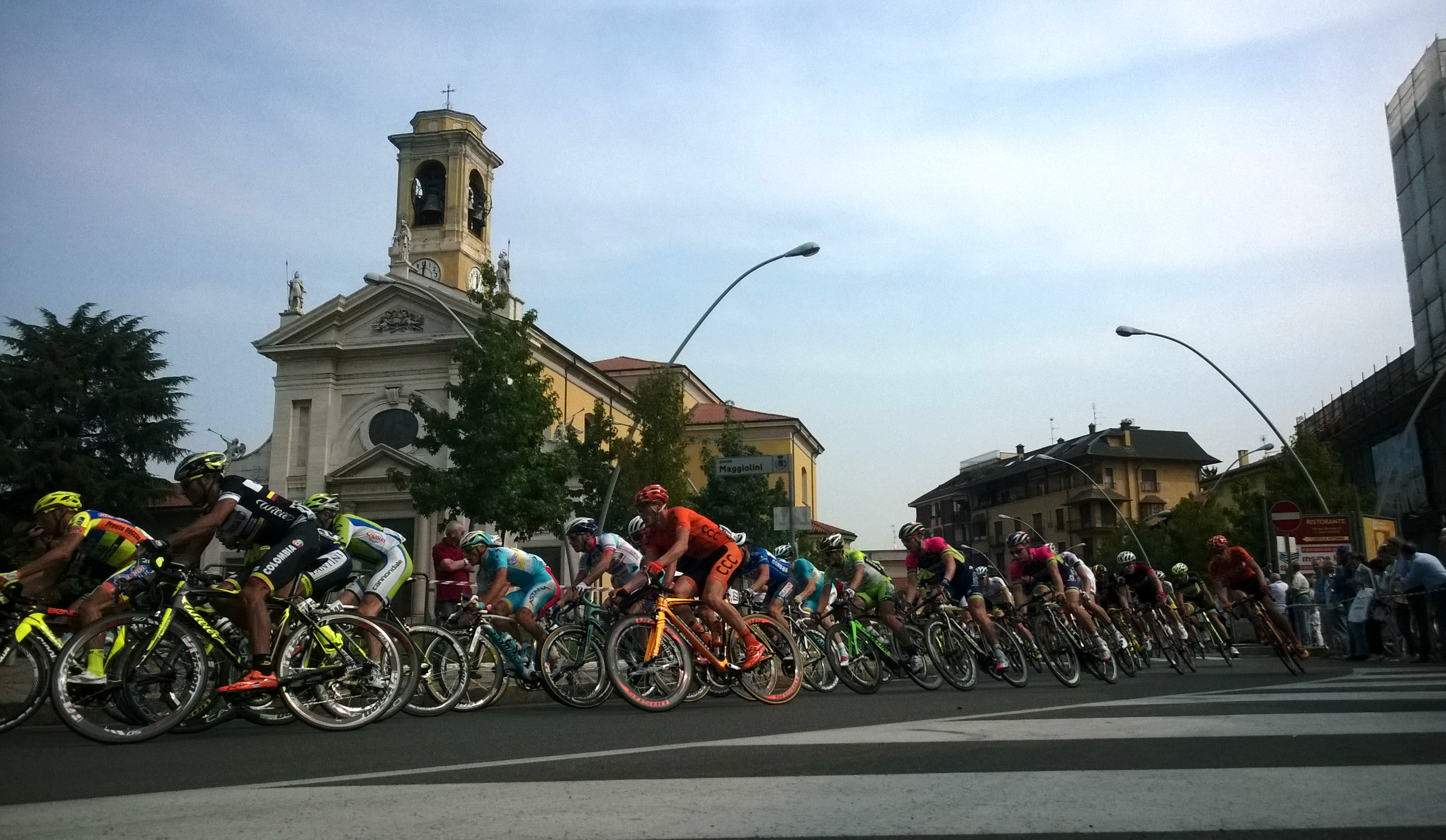
In de Coppa Bernocchi 2014, een 1.1-wedstrijd uit de UCI Europe Tour, waren ploegen van verschillende niveaus te zien.

Aan deze wedstrijden kan worden deelgenomen door al de door UCI erkende ploegen, in het bijzonder door de continentale ploegen. UCI WorldTeams en UCI ProTeams mogen in beperkte mate ook deelnemen aan deze wedstrijden, evenals clubteams of nationale selecties.